# Psenobolus longicaudatus
Psenobolus longicaudatus är en stekelart som beskrevs av Van Achterberg och Marsh 2002. Psenobolus longicaudatus ingår i släktet Psenobolus och familjen bracksteklar. Inga underarter finns listade i Catalogue of Life.